# Anyu
Anyu (kinesiska: 安裕乡) är en socken i Kina. Den ligger i provinsen Hunan, i den södra delen av landet, omkring 160 kilometer nordväst om provinshuvudstaden Changsha. Antalet invånare är 17 806. Befolkningen består av 8 688 kvinnor och 9 118 män. Barn under 15 år utgör 11,0 %, vuxna 15-64 år 75 %, och äldre över 65 år 13,0 %.
Runt Anyu är det tätbefolkat, med 511 invånare per kvadratkilometer. Närmaste större samhälle är Anxiang, 6,2 km öster om Anyu. Trakten runt Anyu består till största delen av jordbruksmark.
Genomsnittlig årsnederbörd är 1 693 millimeter. Den regnigaste månaden är maj, med i genomsnitt 281 mm nederbörd, och den torraste är december, med 34 mm nederbörd.